# Unžlag

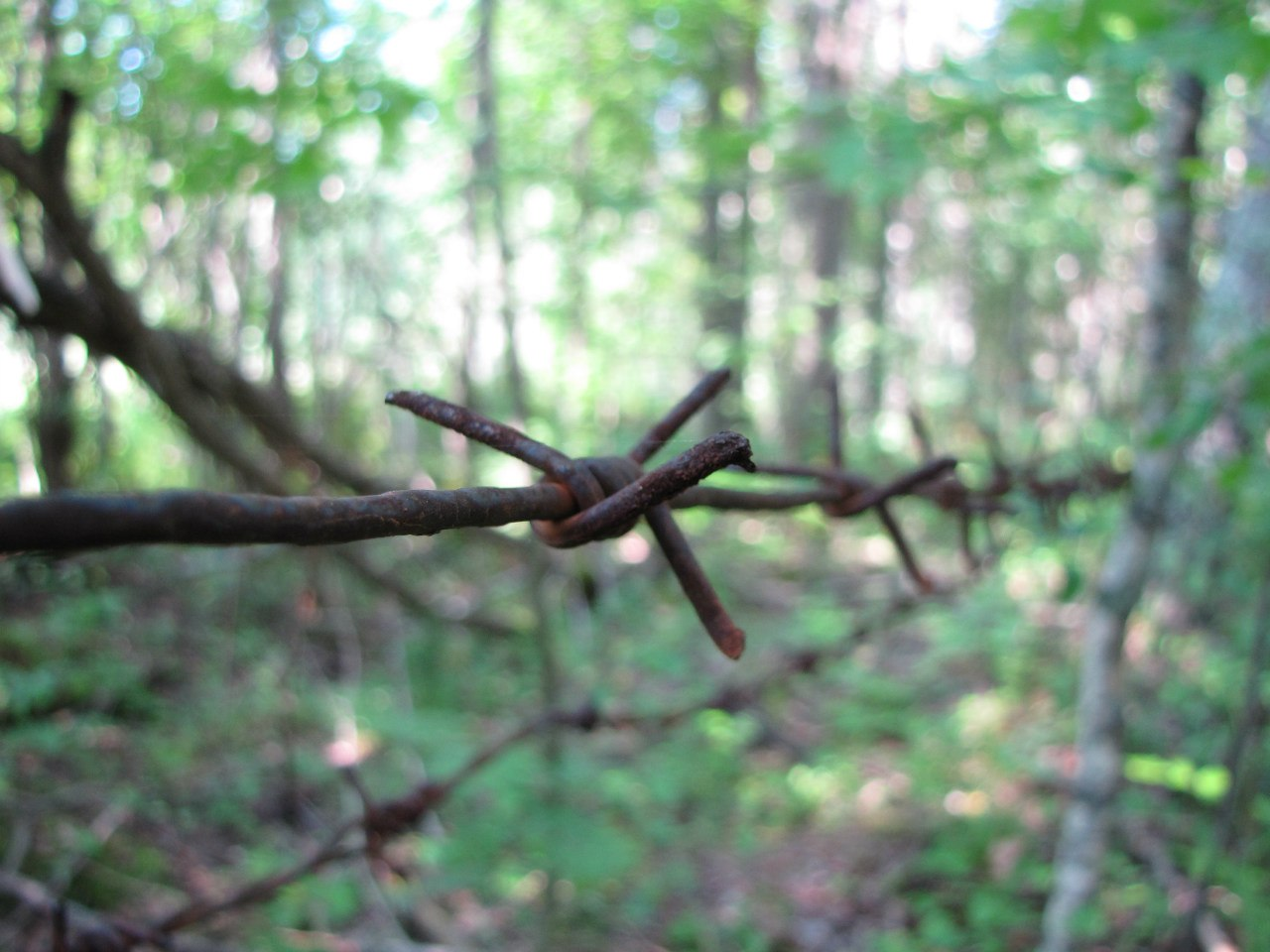
Pozůstatek ostnatého drátu v místech tábora

Unžlag neboli Unžský nápravněpracovní tábor (rusky Унжлаг, Унженский концентрационно трудовой лагерь, v českém přepisu Unženskij ispravitělno-trudovoj lager) byl tábor systému gulag nacházející se od konce 30. do 60. let na severu Ruska v povodí řeky Unži. Správa Unžského tábora sídlila v železniční stanici Suchobezvodnoje nacházející se na Gorkijské trati necelých 100 km severovýchodně od města Nižnij Novgorod.
V táboře bylo počátkem 50. let vězněno 30 tisíc lidí, přičemž vězňové v Unžlagu byli primárně zaměstnáni při těžbě dřeva dodávaného do evropské části Ruska, do Moskvy a do velkých papírenských podniků. Další vězni pracovali i v okolních dřevozpracujících závodech.

## Historie tábora
Tábor zřízený 5. února 1938 byl do února roku 1941 podřízen Hlavní správě nápravněpracovních táborů Lidového komisariátu vnitra SSSR. Jeho název zřejmě odkazuje na severněji položenou řeku Unža, při níž se patrně nacházely první táborové jednotky. Ve 40. letech se počet zde zadržených vězňů pohyboval okolo 20 tisíc osob, přičemž v polovině 40. let se Unžlag skládal z 28 táborových oddělení. Nechvalně proslulým se tehdy stalo 13. táborové oddělení nacházející se na severní hranici Gorkijské (dnešní Nižněnovgorodská) oblasti při hranicích s oblastmi Kostromskou a Kirovskou. Tvořila jej třicítka dřevěných baráků společných pro muže a ženy. Vězni tehdy toto táborové oddělení označovali jako lager smertnikov ("tábor odsouzenců na smrt").
V letech 1947 až 1953 spadal Unžlag pod Správu táborů lesního průmyslu Lidového komisariátu vnitra SSSR. Vězni byli vedle těžby dřeva zaměstnáni i v okolních dřevozpracujících závodech vyrábějících železniční pražce, nábytek a další spotřební zboží. Dle oficiálně udávaných počtů vězňů bylo nejvíce lidí v Unžlagu drženo počátkem 50. let, když jich zde v roce 1950 bylo evidováno 30 210. V létě 1953 klesl počet vězňů na 21 100 a k 1. lednu 1960 zde bylo zadrženo 12 968 lidí.
„Za kuchyní se nacházel přístavek, v němž se čistily a krájely brambory a zelenina. Odtud se vycházelo ven na prostranství, v němž byly z kuchyně vyhazovány na hromadu odpadky, povalovaly se zde krabice od konzerv, zbytky zeleniny, šlupky z brambor, prázdné sudy od nasolených ryb apod. Z tohoto místa, slouživšího k účelu pomyjové jámy, šířil se zejména v létě odporný zápach. Nicméně bylo místem vyhledávaným hladovými vězni, kteří zde od svého příchodu z práce až do pozdního večera se prohrabávali těmito často již tlejícími odpadky a lovili v nich předměty, jimiž chtěli ukojit svůj trýznivý hlad: poloshnilou nať od zeleniny, povrchové listy od zelí a šlupky od brambor. Těchto sběratelů odpadků na smetišti bývalo velmi mnoho. Byli nazýváni šakaly a z nich se ponejvíce rekrutovali budoucí pacienti nemocnice, kteří následkem požívání těchto odpadků dříve či později onemocněli úplavicí nebo tyfem. Pouze toto nebezpečí bránilo tomu, aby na těchto odpadcích táborové kuchyně se nepřiživoval celý tábor otroků. Konvojové měli sice nařízeno, aby ze zdravotních důvodů nepřipouštěli tento sběr odpadků, ale jejich zákrok nepomáhal. Neboť při spatření konvoje se houf těchto šakalů rozutekl od smetiště, aby vyčkal odchodu konvojova a pokračoval ve sbírání odpadků."
Pasáž z knihy Jak žili a umírali sovětští otroci od Františka Poláka, který byl v Unžlagu vězněn v letech 1942 až 1947.

## Galerie

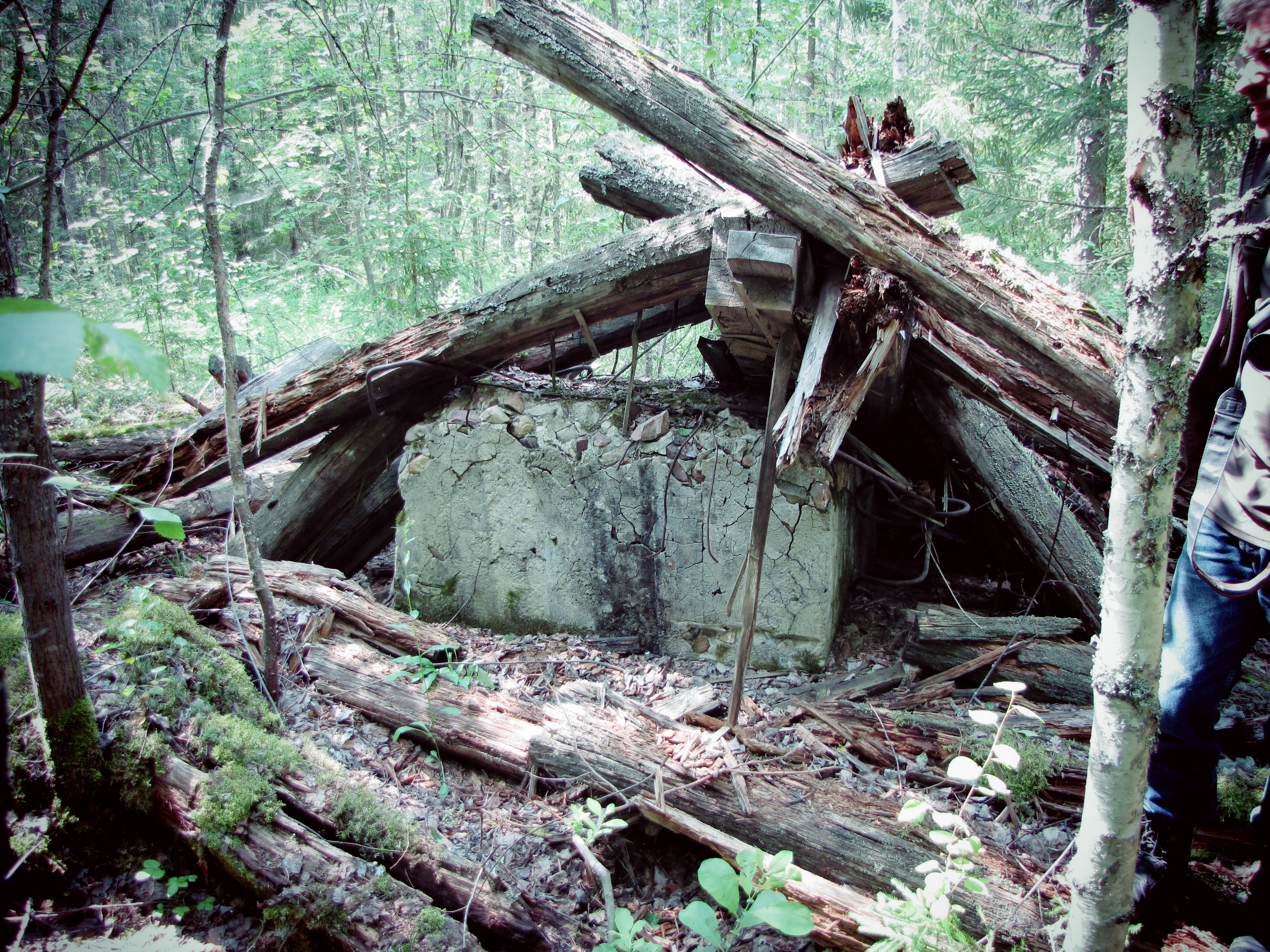
Ruiny táborového baráku v roce 2013
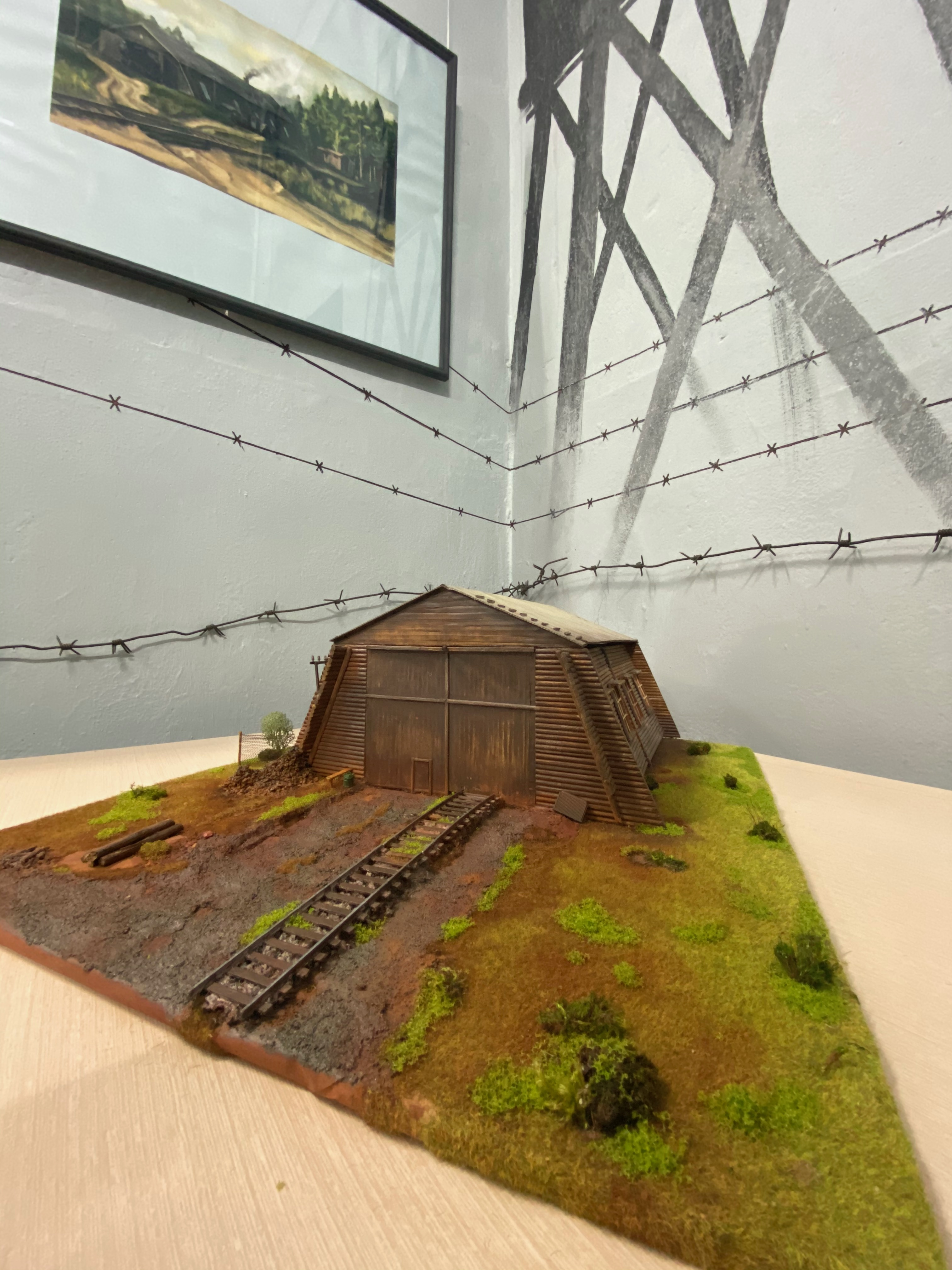
Model táborového depa
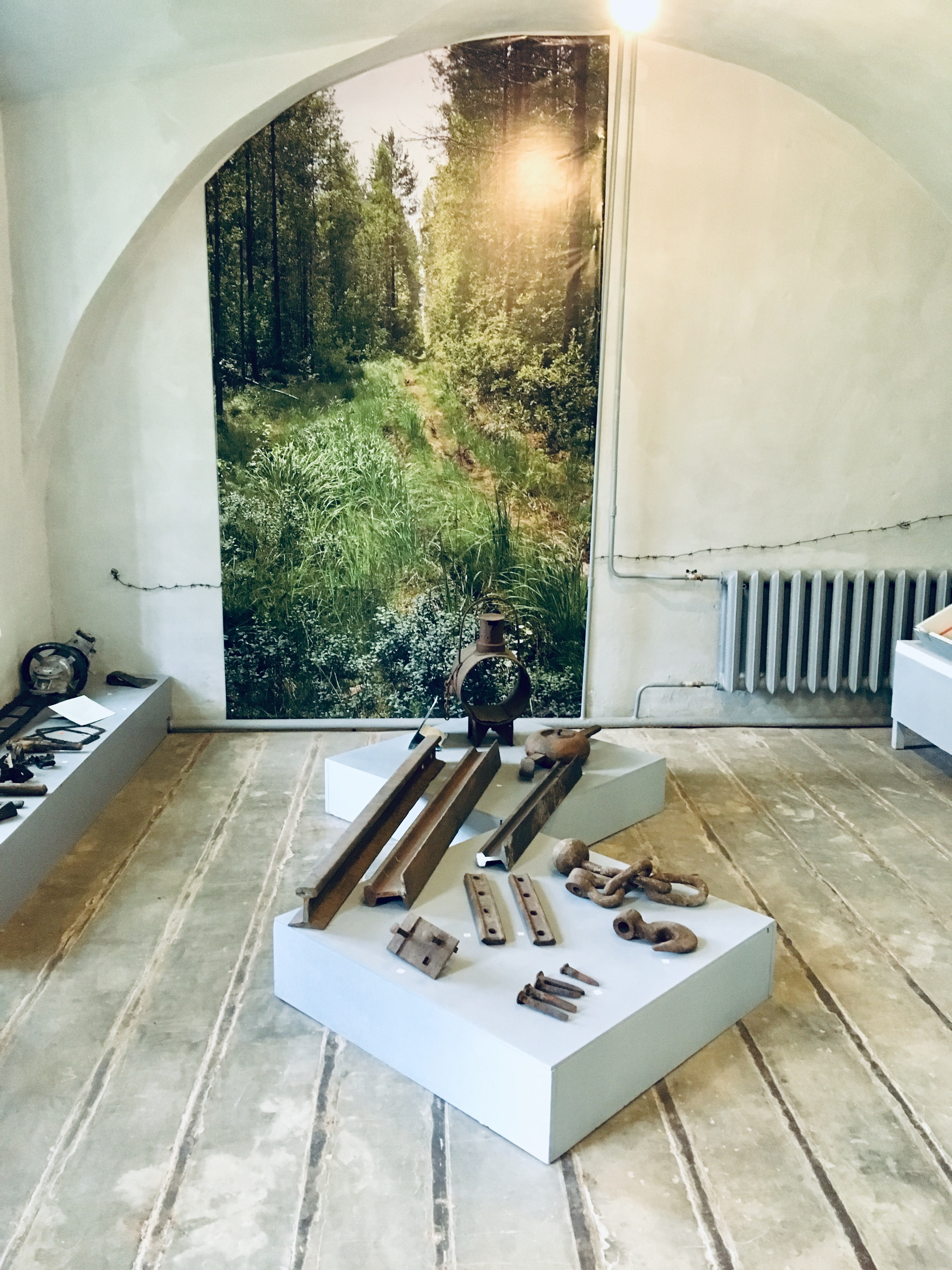
Expozice muzea věnovaná táboru
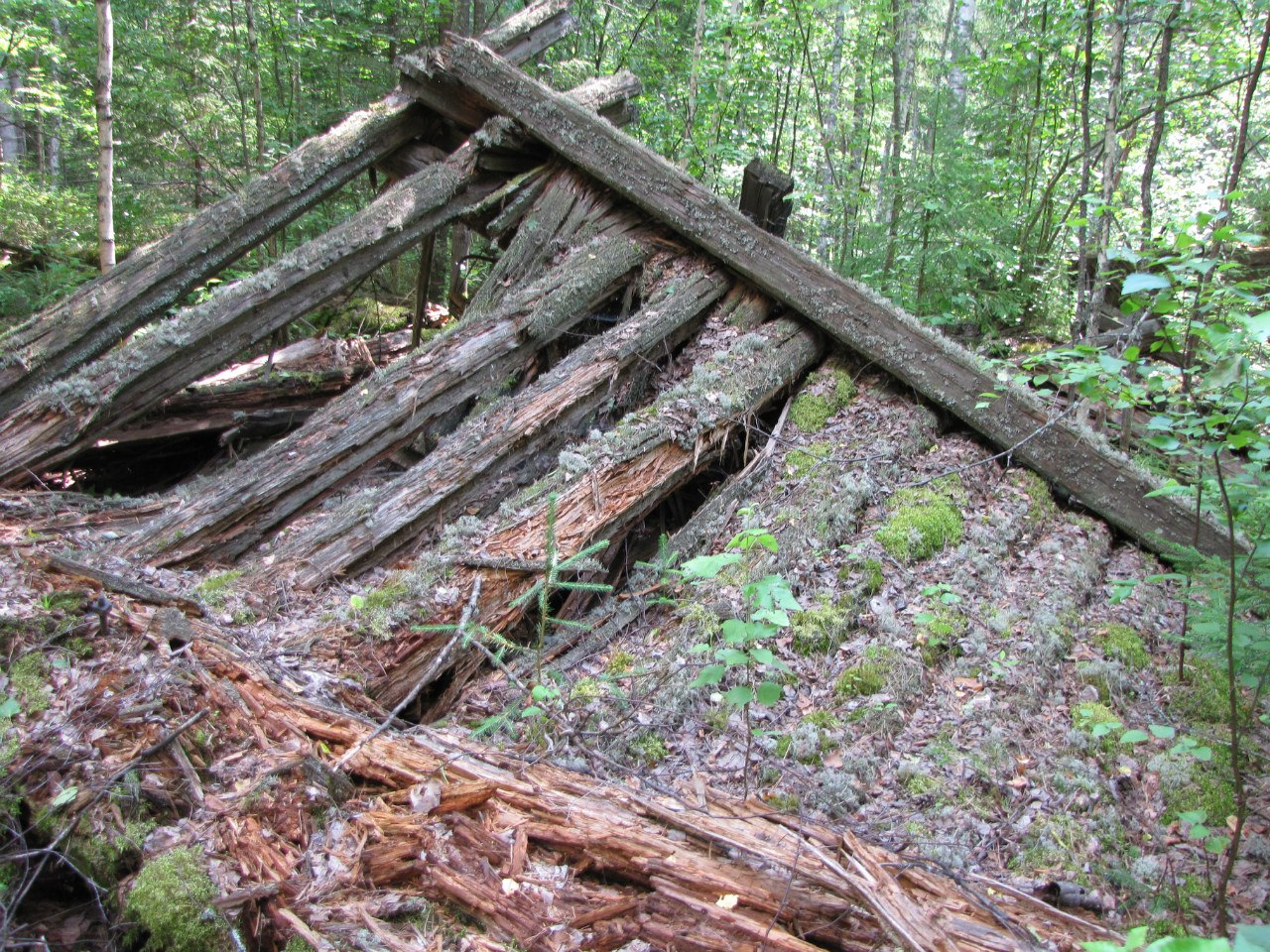
Ruiny táborových budov
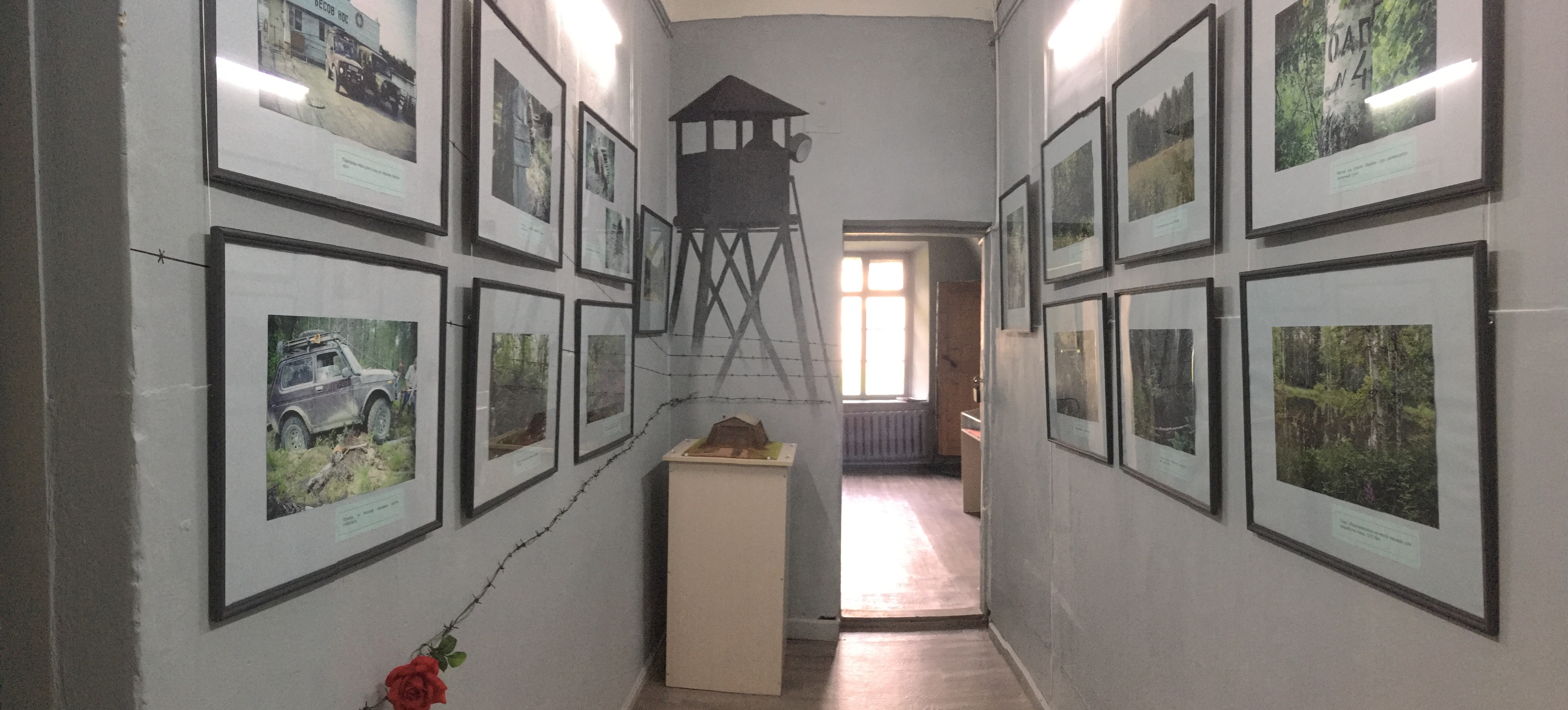
Expozice muzea věnovaná táboru

## Známí vězni
- Konstantin Čcheidze – česko-gruzínsko-ruský spisovatel a filozof
- Jusif Vezir Čemenzeminli – ázerbájdžánský spisovatel
- Dalia Grinkevičiūtė – litevská lékařka a spisovatelka
- Lev Kopelev – sovětský spisovatel a disident
- Michail Jakubovič – ruský a sovětský politik
- Štefan Kločurak – karpatoruský politik
- Nikolaj Vladimirovič Bystrov – právník, publicista a redaktor
- Sergej Vojcechovský – československý legionář a generál
- František Polák – československý odbojář